# Parlament Sijera Leonea
Parlament Sijera Leonea je zakonodavno tijelo Sijera Leonea. 
Prvenstveno je odgovoran za izradu zakona. Sastoji se od 124 zastupnika, od kojih se 112 zastupnika izravno bira iz 14 regija Sijera Leonea. Parlament na čelu ima predsjednika, a sadašnji je Sheku Badara Bashiru Dumbuya (APC). Sadašnji izabrani zastupnici parlamenta dolaze iz samo dvije stranke Svenarodnog kongresa i Narodne stranke Sijera Leonea, koje su dvije najveće političke stranke u Sijera Leoneu.
Parlament Sijera Leonea, kao i slični parlamenti u drugim bivšim britanskim kolonijama, počeo je kao zakonodavno vijeće. Utemeljen je 1863., a preimenovan je Zastupnički dom 1954. godine. Prvo desetljeće neovisnosti (1961. – 1971.), koje se često naziva zlatno doba, bilo je važno razdoblje u parlamentarnom razvoju zemlje. 